# Nordereider
Koordinaten: 54° 24′ 30″ N, 9° 0′ 0″ O
Die Nordereider (dänisch: Nørre Ejder) war eine Verbindung zwischen Eider und Hever, die in der Zweiten Marcellusflut des Jahres 1362 entstanden sein dürfte und Eiderstedt über ein Jahrhundert lang vom Festland abtrennte. Sie ging von der Gegend, wo heutzutage Friedrichstadt liegt, zwischen Eiderstedt (bis 1489 noch Insel) auf der einen Seite und Stapelholm, dem bischöflichen Distrikt Schwabstedt, und Lundenberg, einer von Nordstrand getrennten Insel, herum in die damals Westsee genannte Nordsee.
Im Laufe der Zeit hatte das Gewässer an Breite verloren, da durch Ablagerungen das rechte Ufer wuchs. Eiderstedt war 1489 durch die Vollendung des Dammkooges mit Schwabstedt landfest geworden, wobei die übrigen Teile des Stroms schnell verlandeten und eine Reihe fruchtbarer Köge bildeten. Das Gebiet nördlich vom Büttelkoog lag im natürlichen Verlandungsbereich der alten Treene und der Prielströme der Nordereider. Noch heute deuten tief liegende Marschflächen auf Reste der alten Nordereiderarme hin.